# Autobusy miejskie w Chorzowie

## Historia

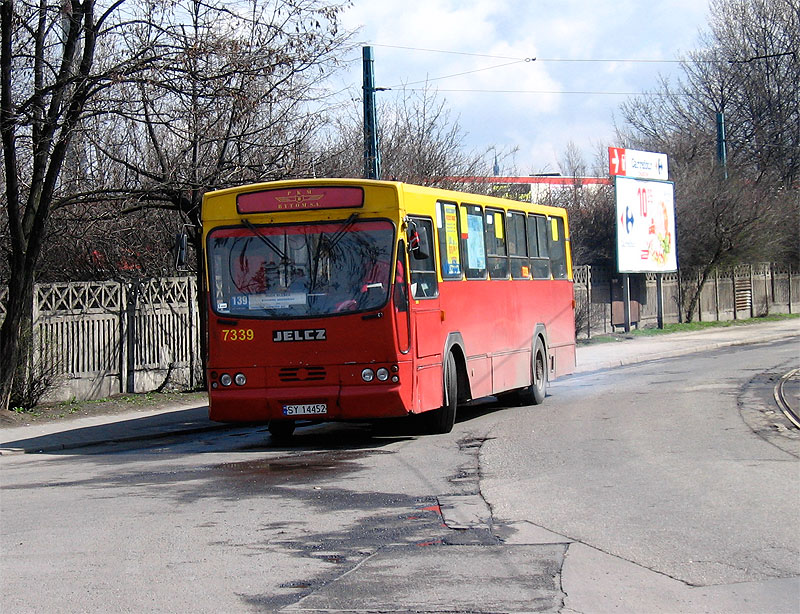
Autobus Jelcz M11 (#7339) z 1987 roku firmy PKM Bytom na końcowym przystanku Chorzów Pl. Hutników

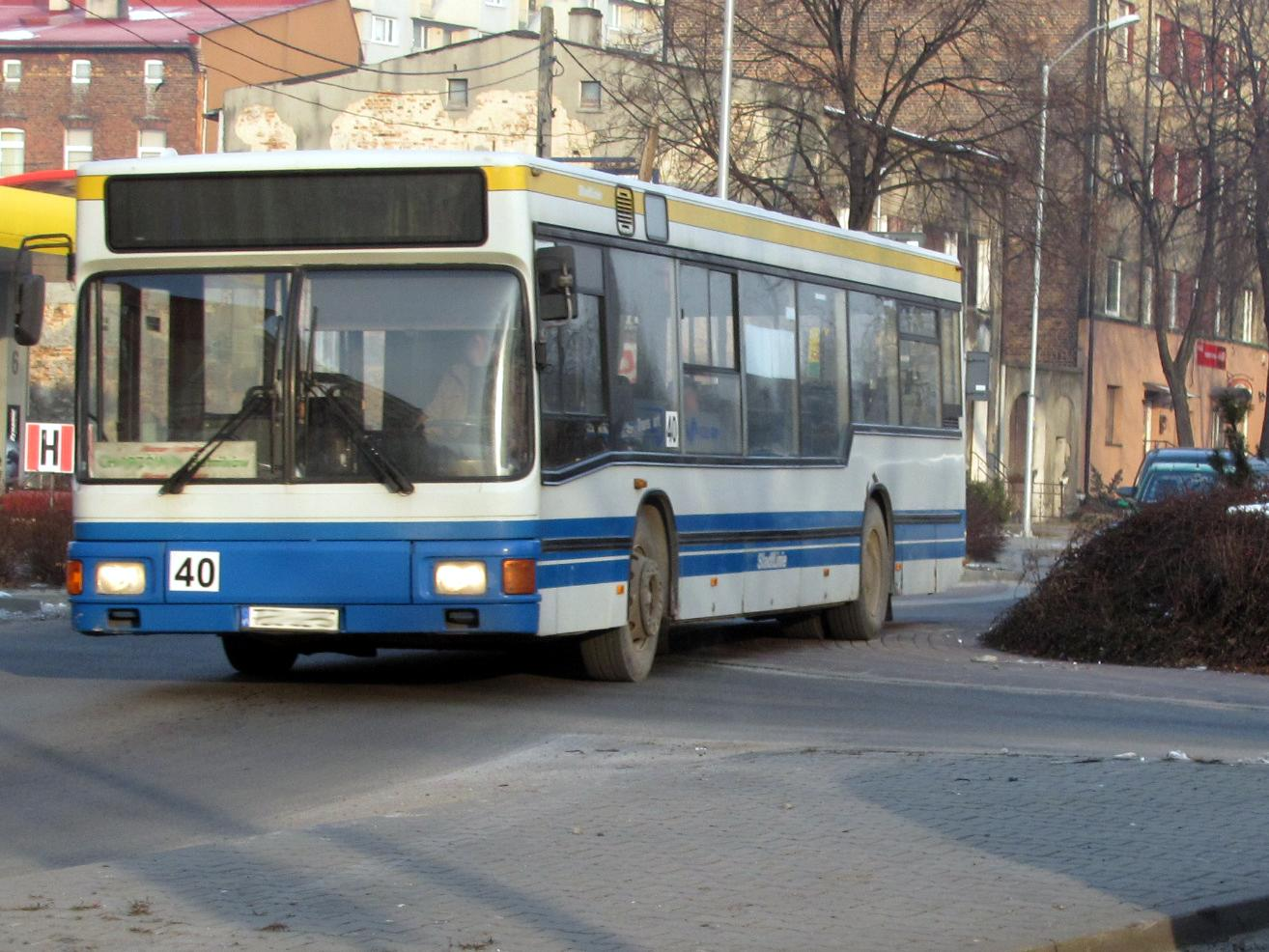
Autobus MAN NL 222 (#40) z 1996 roku w Chorzowie firmy Usługi Transportowe Krzysztof Pawelec

Komunikacja autobusowa w okręgu katowickim powstała w połowie lat 20. XX wieku. Na początku linie komunikacyjne miały charakter lokalny. Autobusy były eksploatowane przez małe przedsiębiorstwa, a koncesje na eksploatację linii posiadały głównie osoby fizyczne.
W 1929 roku utworzono Związek Celowy dla Prowadzenia Komunikacji Autobusowej. W latach 1930–1939 zwiększono zasięg i częstotliwość funkcjonowania komunikacji. Największą popularnością cieszyły się linie kursujące na trasach Katowice-Chorzów-granica państwa oraz Katowice-Chorzów-Świętochłowice.
15 listopada 1948 roku Związek, który obsługiwał komunikację autobusową zmienił nazwę na Śląsko-Dąbrowskie Linie Komunikacyjne. W 1951 roku Związek zlikwidowano, tworząc jednocześnie Wojewódzkie Przedsiębiorstwo Komunikacyjne w Katowicach. Lata 90. XX wieku przyniosły rozpad Wojewódzkiego Przedsiębiorstwa Komunikacyjnego na wiele spółek i powołanie KZK GOP. Do rynku przewozów pasażerskich dopuszczono także prywatnych przedsiębiorców obsługujących linie mikrobusowe.

## Linie autobusowe w Chorzowie
| Nr linii | Trasa |
| -------- | --- |
| 6        | Katowice Mickiewicza – Osiedle Tysiąclecia – Chorzów ul. Katowicka – ul. Dąbrowskiego – ul. Armii Krajowej – Świętochłowice Centrum – Zgoda – Ruda Śląska Nowy Bytom – Czarny Las – Ruda Południowa – Zabrze Zaborze – Centrum – Gliwice CP                                                                                              |
| 7        | Zabrze Goethego – Pawłów – Ruda Śląska Bielszowice – Wirek – Kochłowice – Świętochłowice Zgoda – Centrum – Chorzów ul. Armii Krajowej – Katowice Załęże – Osiedle Tysiąclecia – Katowice Plac Wolności |
| 22       | Chorzów Batory Pętla – ul. Batorego – ul. Armii Krajowej – ul. Dąbrowskiego – Chorzów Rynek – ul. Katowicka – Maciejkowice – Siemianowice Śląskie Michałkowice – Bytków – Siemianowice Śląskie Powstańców Pętla |
| 23       | Katowice Plac Wolności – Osiedle Tysiąclecia – Chorzów al. Wojska Polskiego – ul. Gałeczki – ul. Armii Krajowej – Świętochłowice Centrum – Zgoda – Ruda Śląska Nowy Bytom – Czarny Las – Bielszowice – Zabrze Kończyce – Zabrze Goethego                                                                                                 |
| 48       | Chorzów Stary Szyb Prezydent – ul. Kościuszki – CP – ul. Dąbrowskiego – ul. Armii Krajowej – ul. Batorego – Ruda Śląska Kochłowice – Katowice Panewniki – Ligota – Brynów – Katowice Sądowa |
| 74       | Chorzów Batory Park Logistyczny – ul. Niedźwiedziniec – ul. Batorego – ul. Armii Krajowej – ul. Dąbrowskiego – Chorzów Rynek – ul. Kościuszki – ul. Siemianowicka – ul. Bożogrobców – pl. Jana – Maciejkowicka – Maciejkowice – Siemianowice Śląskie Michałkowice – Centrum – Katowice Dąbrówka Mała – Szopienice – Katowice Zawodzie CP |
| 92       | Zabrze Helenka ELZAB – Rokitnica – Bytom Miechowice – Karb – Centrum – Łagiewniki – Chorzów ul. Krzyżowa – ul. Katowicka – Chorzów Rynek |
| 98       | Ruda Śląska Halemba Pętla – Kochłowice – Chorzów ul. Batorego – ul. Racławicka – ul. Gałeczki – ul. Katowicka – Chorzów Rynek – ul.Katowicka – Maciejkowice – Siemianowice Śląskie Michałkowice Plac 11 Listopada |
| 139      | Chorzów Stary Szyb Prezydent – ul. Kościuszki – Rynek – Estakada – ul. Dąbrowskiego – ul. Armii Krajowej – ul. Batorego – Ruda Śląska Kochłowice – Ruda Śląska Bykowina Grzegorzka |
| 144      | Chorzów Rynek – ul. Dąbrowskiego – ul. Armii Krajowej – ul. Batorego – Ruda Śląska Kochłowice – Bykowina – Wirek – Nowy Bytom – Czarny Las – Wirek – Ruda Śląska Halemba Pętla |
| 165      | Katowice Osiedle Tysiąclecia Pętla – Chorzów ul. Gałeczki – ul. Katowicka – Chorzów Rynek – ul. Katowicka – ul. Krzyżowa – Pnioki – ul. Strzelców Bytomskich – ul. Hajducka – ul. Racławicka – ul. Batorego – ul. Kaliny – ul. Batorego – Autostrada A4 – Katowice Osiedle Witosa – Katowice Obroki Elkop                                |
| 190      | Chorzów Miasto Dworzec PKP – Chorzów ul. Pocztowa – Rynek – ul. T. Kościuszki – ul. Siemianowicka – Siemianowice Śląskie Bytków – Katowice Wełnowiec – Siemianowice Śląskie Os. Tuwima – Siemianowice Plac Skargi |
| 192      | Chorzów Stary Szyb Prezydent – ul. Kościuszki – Rynek – ul. Katowicka – Bytom ul. Chorzowska – Piekary Śląskie – Świerklaniec – Tarnowskie Góry Dworzec |
| 201      | Bytom Dworzec – Łagiewniki – Świętochłowice Chropaczów – Lipiny – Piaśniki – Centrum – Zgoda – Hugoberg – Chorzów Batory Pętla |
| 632      | Katowice Sądowa – Chorzów Autostrada – ul. Batorego – ul. Kaliny – ul. Batorego – ul. Armii Krajowej – ul. Dąbrowskiego – Chorzów Rynek – Chorzów Miasto – ul. 3 Maja – Chorzów Gwarecka |
| 663      | Siemianowice Śląskie Pszczelnik Park – Michałkowice – Bytków – Węzłowiec – Chorzów Stary ul. Siemianowicka – ul. Kościuszki – Chorzów Rynek – ul. Katowicka – Klimzowiec – ul. Gałeczki – ul. Racławicka – Chorzów Batory ul. Batorego – Chorzów Batory Pętla                                                                            |
| 664      | Siemianowice Śląskie Przełajka Pętla – Bańgów – Michałkowice – Bytków – Węzłowiec – Chorzów Stary – Chorzów – Chorzów II – Maciejkowice – Chorzów Stary – Węzłowiec Pętla |
| 665      | Węzłowiec Pętla – Chorzów Stary – Maciejkowice – Chorzów Stary – Chorzów II – Chorzów – Chorzów Stary – Węzłowiec – Bytków – Michałkowice – Bańgów – Siemianowice Śląskie Przełajka Pętla |
| 830      | Katowice Piotra Skargi – Osiedle Tysiąclecia – Chorzów Rynek – Bytom Dworzec |
| 840      | Katowice Mickiewicza – Osiedle Tysiąclecia – Chorzów Rynek – Świętochłowice Piaśniki – Lipiny – Ruda Śląska Chebzie – Ruda Południowa – Zabrze – Gliwice CP |
| 974      | Chorzów Batory Pętla – ul. Batorego – ul. Armii Krajowej – ul. Dąbrowskiego – Chorzów Rynek – ul. Kościuszki – ul. Siemianowicka – Chorzów Stary ul. Bożogrobców – pl. Jana – Maciejkowicka – Chorzów Stary Maciejkowice – Siemianowice Śląskie Michałkowice Plac 11 Listopada                                                           |
| 998      | Chorzów ul. Gwarecka – Chorzów Klimzowiec Racławicka |
| M1       | Katowice Mickiewicza – Drogowa Trasa Średnicowa – Chorzów Batory – Świętochłowice – Ruda Śląska Chebzie – Ruda Południowa – Zabrze – Gliwice CP (Trasa wzdłuż DTŚ) |
| M3       | Katowice Piotra Skargi – Osiedle Tysiąclecia – Chorzów Rynek – Bytom – Bytom Stroszek – Tarnowskie Góry Dworzec |

## Tabor
Przedsiębiorstwa wykonujące usługi przewozów pasażerskich na terenie Chorzowa sukcesywnie unowocześniają swój tabor. Podstawowym wozem spotykanym na ulicach miasta jest Solaris oraz Man. Jeżdżą również Mercedesy oraz Mazy. Na jednej linii kursują wysoko-podłogowe Ikarusy i na jednej wysoko-podłogowe Jelcze. W wielu wozach zamontowana jest dynamiczna informacja pasażerska, a w klimatyzacja staje się dobrem powszednim w pojazdach komunikacji miejskiej.